# Мустапаев, Рашит Туранович
Рашит Туранович Мустапаев (род. 2 августа 1964, сельсовет Ленина, Тахтинский район, Ташаузской области, Туркменская ССР) — казахстанский государственный деятель, Аким города Актау (2004-2006), директор Палаты предпринимателей Мангистауской области.

## Биография
Рашит Туранович Мустапаев родился 2 августа 1964 года в сельсовете Ленина, Тахтинского района, Ташаузской области Туркменской ССР.
В 1982 году поступил и 1987 году окончил Московский институт нефти и газа им. Губкина, имеет квалификацию горный инженер-электрик;
В 1989 году поступил и 1991 году окончил Высшие курсы КГБ СССР в городе Тбилиси, имеет квалификацию офицера с высшим специальным образованием; Кандидат экономических наук с 2007 года;
Сертифицированный международный медиатор с 2021 года.

## Трудовая деятельность
С 1987 по 1988 годы — Энергетик Рудника отрытых горных работ Гаурдакского серного завода Туркменской ССР;
С 1988 по 1989 годы — Второй секретарь Чаршангинского райкома ЛКСМ Туркменистана;
С 1989 по 1995 годы — действительная военная служба в органах КГБ СССР - КНБ РК;
С 1995 по 1998 годы — Начальник отдела внешнеэкономических связей ОАО «Мангистаумунайгаз»;
С 1998 по 2000 год—Начальник юридической службы, Заместитель директора областного филиала ОАО «Народный банк Казахстана»;
С 2000 по 2003 годы — заместитель директора по капитальному подземному ремонту нефтяных скважин в филиале иностранной компании;
С февраля по май 2003 года — Заведующий организационно-контрольным отделом аппарата Акима Мангистауской области;
С мая 2003 по март 2004 года — Заместитель руководителя аппарата Акима Мангистауской области;
С марта 2004 по ноябрь 2004·года — Руководитель аппарата Акима Мангистауской области;
С ноября 2004 года — Аким города Актау;
С апреля 2006 по сентябрь 2007 год — Главный эксперт Социально-политического отдела Администрации Президента РК;
С сентября 2007 по май 2008 года — управляющий директор, Заместитель Председателя правления СПК «Каспий»;
С 2008 по 2019 год—работа в бизнесе;
С декабря 2019 по сентябрь 2020 год—Директор филиала Ассоциации "Ecojer" по Западному Казахстану;
С сентября 2020 года — Директор Палаты предпринимателей Мангистауской области.

## Награды
2022 - Орден "Курмет"

## Семья
Женат, 2 детей